# Prospero Santacroce
Prospero Santacroce, o Prospero Publicola de Santa Croce (Roma, 24 settembre 1514 – Roma, 8 novembre 1589), è stato un cardinale italiano, nominato da papa Pio IV.

## Biografia
Prospero Santacroce era figlio di Tarquinio e di Ersilia de' Massimi. Fu zio del cardinale Antonio Santacroce (1598-1641), nipote del cardinale Marcello Santacroce e prozio del cardinale Andrea Santacroce. Studiò all'Università di Padova conseguendo il dottorato e fu avvocato concistoriale, vescovo di Cisamo nell'Isola di Candia. Fu nunzio apostolico in Germania, dove nel maggio del 1544 accompagnò il cardinale Alessandro Farnese alla Dieta di Worms e in seguito fu nunzio apostolico in Portogallo, Spagna e Francia, dove la Regina Caterina de Medici lo inserì nel Consiglio Reale e gli diede l'amministrazione del vescovado d'Arles.

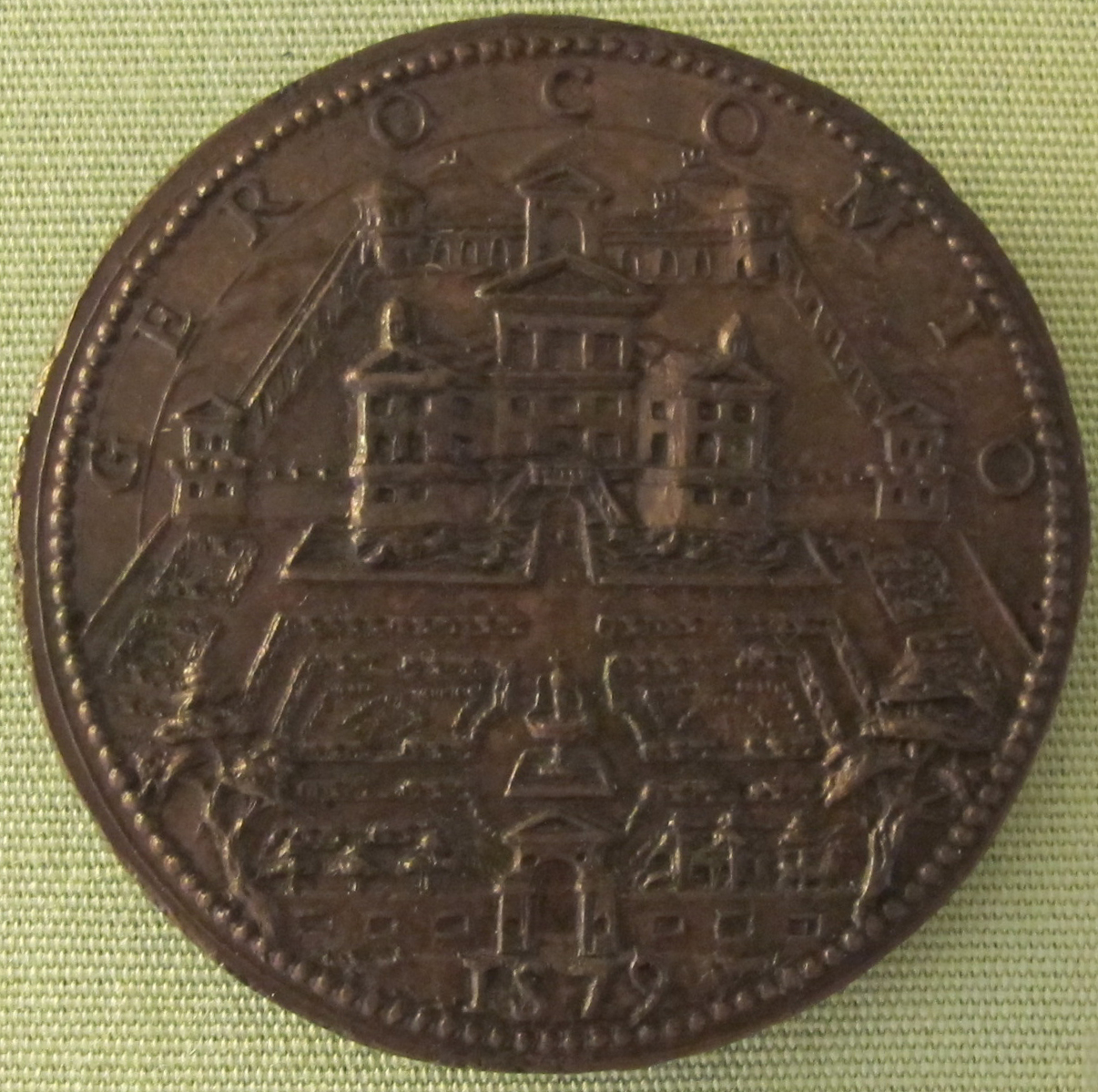
Federico Cocciola, medaglia del cardinale Prospero Santacroce, verso con villa Gericomio di Tivoli, 1579

Ritornato a Roma sotto Pio V, ebbe la porpora e il vescovado di Albano per i meriti acquisiti durante la sua nunziatura a Parigi: era infatti riuscito a far intervenire il cardinale di Lorena, Carlo di Guisa, e tutti i vescovi di Francia, al Concilio tridentino. Fu un abile mediatore e diplomatico. L'8 febbraio 1566 ricevette il titolo di San Girolamo degli Schiavoni. Nel 1567 acquistò da Giordano Orsini il feudo di San Gregorio da Sassola affermando così la sua nuova posizione raggiunta in seno alla corte pontificia.
Ne abbellì il castello, che divenne la sua residenza, ma spese della popolazione da lui tartassata, il che dette luogo a disordini conclusisi il 3 marzo 1578 con la condanna a morte di cinque sangregoriani.
Avido di denaro, il cardinale Santacroce, fu spesso oggetto di pasquinate a Roma. Il cardinale Prospero Santacroce nello Stato della Chiesa aveva forti interessi legati al commercio del tabacco, da lui stesso introdotto in Europa dal Portogallo quando era nunzio apostolico (nel 1560 donò alcuni semi di tabacco a papa Pio IV). Ancora nell'Ottocento a Roma, dove la famiglia Santacroce era ricca e potente, l'insegna della rivendita del tabacco era la croce bianca dello stemma dei Santacroce. Nel 1588 il cardinale Santacroce faceva parte della Commissione Pontificia per la riforma amministrativa dello Stato Pontificio. Fu attento testimone dei suoi tempi e delle Corti in cui visse, di cui lasciò preziosa testimonianza nei suoi scritti. Partecipò ai conclavi del 1572 e del 1585.
Morì a Roma nel 1589. Fu sepolto nella Basilica di Santa Maria Maggiore e successivamente i suoi resti mortali furono traslati nella Chiesa di Santa Maria in Publicolis. Un suo busto marmoreo si trova nella Basilica di Santa Maria Maggiore a Roma.

## Successione apostolica
La successione apostolica è:
- Cardinale Pierre de Gondi (1566)